# Ziua Internațională a Pompierilor

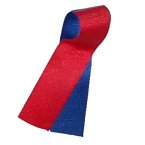
Panglica roș-albastră - simbolul Zilei Internaționale a Pompierilor

Ziua Internațională a Pompierilor (în engleză International Firefighters' Day; IFFD) este sărbătorită anual în data de 4 mai. Sărbătoarea a fost instituită pe 4 ianuarie 1999, după decesul a cinci pompieri în circumstanțe tragice într-un incendiu de pădure din Australia. Data de 4 mai are și o conotație tradițională pentru pompierii din multe țări europene, întrucât în această zi este serbat Sfântul Florian, protectorul pompierilor.
În România Ziua Națională a Pompierilor este sărbătorită pe 13 septembrie.